# Metacerithium turriculatum
Metacerithium turriculatum (Forbes, 1845) es una especie de molusco gastrópodo fósil común en estratos geológicos cretácicos de la Formación Agrio en la Cuenca Neuquina, en afloramientos de las provincias de Neuquén y Mendoza, Argentina.

## Modo de vida
Al igual que otros gastrópodos, se trata de animales de cuerpo blando provistos por una concha dura, calcárea con forma de torre; tienen un pie muscular, una masa visceral, un manto y una rádula (órgano alimentario raspador que contiene dentículos de quitina).
Eran epifaunales activos y posiblemente depositívoros y/o herbívoros. Estos gastrópodos, junto con algunos otros, son dominantes de una fauna macrobentónica típicamente de pequeño tamaño y baja diversidad que ocurre en lutitas con alto contenido de materia orgánica del Miembro Agua de la Mula de la Formación Agrio.